# Communauté de communes Varenne et Scie
Die Communauté de communes Varenne et Scie ist ein ehemaliger französischer Gemeindeverband mit der Rechtsform einer Communauté de communes im Département Seine-Maritime in der Region Normandie. Sie wurde am 28. Dezember 2001 gegründet und umfasste 22 Gemeinden. Der Verwaltungssitz befand sich im Ort Saint-Honoré.

## Historische Entwicklung
Mit Wirkung vom 1. Januar 2017 fusionierte der Gemeindeverband mit
- Communauté de communes Saâne et Vienne sowie
- Communauté de communes des Trois Rivières

und bildete so die Nachfolgeorganisation Communauté de communes Terroir de Caux.

## Ehemalige Mitgliedsgemeinden
1. Anneville-sur-Scie
2. Belmesnil
3. Bertreville-Saint-Ouen
4. Le Bois-Robert
5. Le Catelier
6. Les Cent-Acres
7. La Chapelle-du-Bourgay
8. La Chaussée
9. Criquetot-sur-Longueville
10. Crosville-sur-Scie
11. Dénestanville
12. Lintot-les-Bois
13. Longueville-sur-Scie
14. Manéhouville
15. Muchedent
16. Notre-Dame-du-Parc
17. Saint-Crespin
18. Sainte-Foy
19. Saint-Germain-d’Étables
20. Saint-Honoré
21. Torcy-le-Grand
22. Torcy-le-Petit